# ریچارد هیلی لور
ریچارد هیلی لور (به انگلیسی: Richard Hayley Lever) ،(زاده ۲۸ سپتامبر ۱۸۷۵-درگذشت ۶ دسامبر ۱۹۵۸) نقاش، حکاک، مدرس و معلم هنر استرالیایی-آمریکایی بود.

## زندگی‌نامه
ریچارد هیلی لور در۲۸ سپتامبر ۱۸۷۵ در شهر بودن استرالیای جنوبی زاده شد. او پسر آلبیون لور (به انگلیسی: Albion W. Lever) بود. لور در کلاسهای نقاشی پرینس آلفرد کالج تحت آموزش جیمز اشتون شاگردی بسیار موفق بود و بعد از اتمام کالج، آموزش‌های هنری خود را زیر نظر اشتون در مدرسهٔ هنر نروود ادامه داد. او در سال ۱۸۹۲ عضو امتیاز دار کلوب "ادلت ایسل " (به انگلیسی: Adelaide Easel Club) بود.
پدر بزرگ مادری او ریچارد هیلی مالک «بودن تانری» (به انگلیسی: Bowden Tannery) در سال ۱۸۸۲ در گذشت و ارثیه به جامانده برای لور کافی بود تا او برای پیشرفت حرفه نقاشی خود در سال ۱۸۹۹ سفری به انگلستان بکند. هیلی لور به بندر ماهیگیری و مستعمره هنری سنت ایوس، کورنوال نقل مکان کرد. شهرت این شهر به عنوان مرکز نفاشی دریایی مدیون نقاش معروف جولیوس السون بود که نقاش دریایی برجسته انگلیسی بود. او درسنت ایوس استودیوی مشترکی با فردریک جود وو داشت و تکنیکهای نقاشی را زیر نظر نقاشان امپرسیونیست السون و الجرنن تالمج فرا گرفت. او همچنین در سواحل دهکده‌های دوارننه، کنکارنو و بریتانی که در مسیر کانال مانش از سمت ایوس واقع هستند نقاشی کرد. در اواخر سال ۱۹۰۴ او به آدلاید بازگشت جاییکه مادرش به علت بیماری سل در حال مرگ بود در طی اقامت دوازده‌ماهه خود او نمایشگاه‌های متعددی گذاشت و نقاشی‌های زیادی از مناظر دریایی کشید و به آموزش هنر پرداخت. در سال ۱۹۰۶ بعد از بازگشت به اروپا او با «آیدا اسمیت گیل» (به انگلیسی: Aida Smith Gale)در کلیسای سنت ایوس پاریش ازدواج کرد. در سال ۱۹۰۸ او مجموعه‌ای از نقاشی‌هایی با عنوان «بیمارستان ون گوگ در هلند» را نقاشی کرد که در آن‌ها تأثر عمیق خود را از نقاشی‌های ونسان ون گوگ بیان کرده بود.
در سال ۱۹۱۱ ارنست لاوسون که نفاشی امپرسیونیست بود او را متقاعد کرد برای پیشرفت در حرفه هنریش به آمریکا برود. در سال ۱۹۱۲ لور به نیویورک رفت و در آنجا مناظری از رود هادسون ،میدان تایمز و پارک مرکزی نیویورک را نقاشی کرد. بعد از کشف سواحل شرقی آمریکا او از مناظر گلوکستر، ماساچوست، ماربلهد، ماساچوست نقاشی‌های متعددی کشید هر دو این نقاشان به شیوه خود انگیخته و زنده‌ای دست یافتند و لور در جمع دوستان لاوسون: رابرت هنری، ویلیام گلاکن ،جان فرنچ سلون و جرج بلوز پذیرفته شد. او با این نقاشان به تناوب نمایشگاه می‌گذاشت ولی سرانجام نیویورک را ترک کرد تا به ماساچوست برود.
از سال ۱۹۳۱–۱۹۱۹ لور در مدرسه (به انگلیسی: Art Students League of New York) به آموزش هنر پرداخت. او استودیویی در گلاستر بر پا کرد و و اغلب برای نقاشی به تاکستانهای نانتاکت (به انگلیسی: Nantucket) و مارتا (به انگلیسی: Martha)سفر می‌کرد. او به هنرجویان خود گفته‌است :"هنر باز̵آفرینی حالات خط، فرم و رنگ است حتی اگر من در حیاط پشتی خانه محصور باشم باز هم آنقدر تصاویر در ذهنم خواهم داشت تا وقت کشیدن آنرا نداشته باشم. هنر سپری کردن یک زمان خوب است ". لور در سال ۱۹۲۲ به عنوان داور هنری نمایشگاه هنری کارنگی(به انگلیسی: Carnegie International klexhibition) به سن پترزبورگ رفت.
در سال ۱۹۲۴ او سفارشی برای نقاشی از یواس‌اس میفلاور (پی‌وای-۱) که برای به نمایش گذاشتن در کابینه کاخ سفید رئیس‌جمهور وقت کالوین کولیج در نظر گرفته شده بود دریافت کرد.
در سال ۱۹۳۰ لور به نیوجرسی نقل مکان کرد و تا سال ۱۹۳۸ آنجا ماند. زمانی که او در نیویورک زندگی می‌کرد به کشیدن مناظر طبیعت و دریا در نیوجرسی، ورمونت، نیو اینگلند، نیویورک پرداخت. او در طی زندگیش سفرهای زیادی کردو نقاشی‌های بیشماری کشید. از جمله می‌توان به سفر به نوا، Grand Manan، جزیره گراند مانان در کانادا، باهاما و فلوریدا اشاره کرد در حالیکه او گهگاهی هم به اروپا بازمی‌گشت.
او در اواخر زندگی دچار آرتروز دست راست شد که مانع سفرهای بیشتر او گردید و او را واداشت تا به نقاشی از طبیعت بیجان بپردازد. همچنانکه آرتریت او شدت یافت او آموخت که با دست چپش نقاشی کند. بعد از مرگ همسرش آیدا در سال ۱۹۴۹ او خانه‌نشین شد جاییکه از سال ۱۹۵۳ تا زمان مرگش به نقاشی کردن پرداخت.

## مرگ
هیلی لور در ۶ دسامبر ۱۹۵۸ در خانه خود در مانت ورنون (به انگلیسی: Mount Vernon) نیویورک در گذشت. اخبار مرگش برخی را متعجب کرد. او با وجود کسب شهرت و محبوبیت دو دهه‌ای بود که خود را از دید عموم مخفی کرده بود ولی او حتی در این سال‌ها به حدی نقاشی کرده بود که فروشندگان و دلالان هنریش از انبوه نقاشی‌های به فروش نرفته و دیده نشده او در انبار خانه‌اش مبهوت ماندند. بعد ار مرگش او به عنوان یکی از نقاشان پیشرو امپرسیونیستی آمریکا شناخته شد.